# هرولدسباخ
هرولدسباخ (به آلمانی: Heroldsbach) یک شهر در آلمان است که در فورشایم واقع شده‌است. هرولدسباخ ۴٬۹۸۹ نفر جمعیت دارد.